# EPrix Putrajaya 2015
ePrix Putrajaya 2015 (oryg. Y Capital Management Putrajaya ePrix) – druga runda Formuły E w sezonie 2015/2016. Zawody odbyły się 7 listopada 2015 roku na ulicznym torze w Putrajaya.

## Lista startowa
| Nr | Kierowca               | Zespół                          | Samochód             | Silnik                  | Opony |
| -- | ---------------------- | ------------------------------- | -------------------- | ----------------------- | ----- |
| 1  | Nelson Piquet Jr.      | NEXTEV TCR Formula E Team       | Spark-NEXTEV         | NEXTEV TCR FormulaE 001 | M     |
| 2  | Sam Bird               | DS Virgin Racing Formula E Team | Spark-Citroën        | Virgin DSV-01           | M     |
| 4  | Stéphane Sarrazin      | Venturi Formula E Team          | Spark-Venturi        | Venturi VM200-FE-01     | M     |
| 6  | Loïc Duval             | Dragon Racing                   | Spark-Venturi        | Venturi VM200-FE-01     | M     |
| 7  | Jérôme d’Ambrosio      | Dragon Racing                   | Spark-Venturi        | Venturi VM200-FE-01     | M     |
| 8  | Nicolas Prost          | Renault e.Dams                  | Spark-Renault Sport  | Renault Z.E 15          | M     |
| 9  | Sébastien Buemi        | Renault e.Dams                  | Spark-Renault Sport  | Renault Z.E 15          | M     |
| 10 | Jarno Trulli           | Trulli Formula E Team           | Spark-Motomatica     | Motomatica JT-01        | M     |
| 11 | Lucas Di Grassi        | ABT Schaeffler Audi Sport       | Spark-Abt Sportsline | ABT Schaeffler FE01     | M     |
| 12 | Jacques Villeneuve     | Venturi Formula E Team          | Spark-Venturi        | Venturi VM200-FE-01     | M     |
| 18 | Vitantonio Liuzzi      | Trulli Formula E Team           | Spark-Motomatica     | Motomatica JT-01        | M     |
| 21 | Bruno Senna            | Mahindra Racing Formula E Team  | Spark-Mahindra       | Mahindra M2ELECTRO      | M     |
| 23 | Nick Heidfeld          | Mahindra Racing Formula E Team  | Spark-Mahindra       | Mahindra M2ELECTRO      | M     |
| 25 | Jean-Éric Vergne       | DS Virgin Racing Formula E Team | Spark-Citroën        | Virgin DSV-01           | M     |
| 27 | Robin Frijns           | Amlin Andretti Formula E        | Spark-McLaren        | SRT01-e                 | M     |
| 28 | Simona de Silvestro    | Amlin Andretti Formula E        | Spark-McLaren        | SRT01-e                 | M     |
| 55 | António Félix da Costa | Team Aguri                      | Spark-McLaren        | SRT01-e                 | M     |
| 66 | Daniel Abt             | ABT Schaeffler Audi Sport       | Spark-Abt Sportsline | ABT Schaeffler FE01     | M     |
| 77 | Nathanaël Berthon      | Team Aguri                      | Spark-McLaren        | SRT01-e                 | M     |
| 88 | Oliver Turvey          | NEXTEV TCR Formula E Team       | Spark-NEXTEV         | NEXTEV TCR FormulaE 001 | M     |
| Nr | Kierowca               | Zespół                          | Samochód             | Silnik                  | Opony |

## Wyniki

### Kwalifikacje
Źródło: fiaformulae.com
| Poz. | Nr | Kierowca               | Konstruktor               | Czas     | Poz. s. |
| ---- | -- | ---------------------- | ------------------------- | -------- | ------- |
| 1    | 9  | Sébastien Buemi        | Renault e.Dams            | 1:19,821 |         |
| 2    | 4  | Stéphane Sarrazin      | Venturi                   | 1:20,213 |         |
| 3    | 6  | Loïc Duval             | Dragon Racing             | 1:20,251 |         |
| 4    | 8  | Nicolas Prost          | Renault e.Dams            | 1:20,401 |         |
| 5    | 55 | António Félix da Costa | Team Aguri                | 1:20,414 |         |
| 6    | 11 | Lucas Di Grassi        | ABT Schaeffler Audi Sport | 1:20,449 | 6       |
| 7    | 7  | Jérôme d’Ambrosio      | Dragon Racing             | 1:20,496 | 7       |
| 8    | 27 | Robin Frijns           | Amlin Andretti            | 1:20,546 | 8       |
| 9    | 21 | Bruno Senna            | Mahindra Racing           | 1:20,616 | 9       |
| 10   | 66 | Daniel Abt             | ABT Schaeffler Audi Sport | 1:20,679 | 10      |
| 11   | 23 | Nick Heidfeld          | Mahindra Racing           | 1:20,727 | 11      |
| 12   | 12 | Jacques Villeneuve     | Venturi                   | 1:20,754 | 12      |
| 13   | 25 | Jean-Éric Vergne       | DS Virgin Racing          | 1:20,820 | 13      |
| 14   | 2  | Sam Bird               | DS Virgin Racing          | 1:20,905 | 14      |
| 15   | 77 | Nathanaël Berthon      | Team Aguri                | 1:21,270 | 15      |
| 16   | 1  | Nelson Piquet Jr.      | NEXTEV TCR                | 1:21,559 | 16      |
| 17   | 88 | Oliver Turvey          | NEXTEV TCR                | 1:21,611 | 17      |
| 18   | 28 | Simona de Silvestro    | Amlin Andretti            | 1:21,958 | 18      |
| Poz. | Nr | Kierowca               | Konstruktor               | Czas     | Poz. s. |

#### Super Pole
| Poz. | Nr | Kierowca               | Konstruktor    | Czas     | Poz. s. |
| ---- | -- | ---------------------- | -------------- | -------- | ------- |
| 1    | 9  | Sébastien Buemi        | Renault e.Dams | 1:20,196 | 1       |
| 2    | 4  | Stéphane Sarrazin      | Venturi        | 1:20,639 | 2       |
| 3    | 6  | Loïc Duval             | Dragon Racing  | 1:20,886 | 3       |
| 4    | 55 | António Félix da Costa | Team Aguri     | 1:20,975 | 4       |
| 5    | 8  | Nicolas Prost          | Renault e.Dams | 1:21,786 | 5       |
| Poz. | Nr | Kierowca               | Konstruktor    | Czas     | Poz. s. |

### Wyścig
Źródło: Wyprzedź Mnie!
| P                                                     | + / –     | Nr | Kierowca               | Konstruktor               | Okr. | Czas / Strata | Komentarz |
| ----------------------------------------------------- | --------- | -- | ---------------------- | ------------------------- | ---- | ------------- | --------- |
| 1                                                     | 5         | 11 | Lucas Di Grassi        | ABT Schaeffler Audi Sport | 33   | 50:17,449     |           |
| 2                                                     | 12        | 2  | Sam Bird               | DS Virgin Racing          | 33   | +0:13,884     |           |
| 3                                                     | 5         | 27 | Robin Frijns           | Amlin Andretti            | 33   | +0:29,776     |           |
| 4                                                     | 2         | 4  | Stéphane Sarrazin      | Venturi                   | 33   | +0:32,628     |           |
| 5                                                     | 4         | 21 | Bruno Senna            | Mahindra Racing           | 33   | +0:34,404     |           |
| 6                                                     | 2         | 55 | António Félix da Costa | Team Aguri                | 33   | +0:36,925     |           |
| 7                                                     | 3         | 66 | Daniel Abt             | ABT Schaeffler Audi Sport | 33   | +0:37,283     |           |
| 8                                                     | 8         | 1  | Nelson Piquet Jr.      | NEXTEV TCR                | 33   | +0:40,623     |           |
| 9                                                     | 2         | 23 | Nick Heidfeld          | Mahindra Racing           | 33   | +0:52,904     |           |
| 10                                                    | 5         | 8  | Nicolas Prost          | Renault e.Dams            | 33   | +0:53,695     |           |
| 11                                                    | 1         | 12 | Jacques Villeneuve     | Venturi                   | 33   | +0:58,698     |           |
| 12                                                    | 11        | 9  | Sébastien Buemi        | Renault e.Dams            | 33   | +1:07,728     |           |
| 13                                                    | 5         | 28 | Simona de Silvestro    | Amlin Andretti            | 33   | +1:24,464     |           |
| 14                                                    | 7         | 7  | Jérôme d’Ambrosio      | Dragon Racing             | 32   | +1 okr.       |           |
| 15                                                    | Bez zmian | 77 | Nathanaël Berthon      | Team Aguri                | 32   | +1 okr.       |           |
| 16                                                    | 13        | 6  | Loïc Duval             | Dragon Racing             | 29   | +4 okr.       |           |
| Niesklasyfikowani                                     |           |    |                        |                           |      |               |           |
|                                                       |           | 88 | Oliver Turvey          | NEXTEV TCR                | 4    | +29 okr.      |           |
| Nie wystartowali / niedopuszczeni do ponownego startu |           |    |                        |                           |      |               |           |
|                                                       |           | 25 | Jean-Éric Vergne       | DS Virgin Racing          | 0    |               |           |
| P                                                     | + / –     | Nr | Kierowca               | Konstruktor               | Okr. | Czas / Strata | Komentarz |

### Najszybsze okrążenie
| Nr | Kierowca        | Konstruktor    | Czas     | Okr. |
| -- | --------------- | -------------- | -------- | ---- |
| 9  | Sébastien Buemi | Renault e.Dams | 1:22,748 | 22   |

### Prowadzenie w wyścigu
Źródło: Racing–Reference.info
| Nr                              | Kierowca          | Okrążenia | Suma |
| ------------------------------- | ----------------- | --------- | ---- |
| 9                               | Sébastien Buemi   | 1-14      | 14   |
| 11                              | Lucas Di Grassi   | 23-33     | 10   |
| 8                               | Nicolas Prost     | 19-23     | 4    |
| 6                               | Loïc Duval        | 14-16     | 2    |
| 1                               | Nelson Piquet Jr. | 17-19     | 2    |
| 27                              | Robin Frijns      | 16-17     | 1    |
| \| Wykres \| \| ------ \| \| \| |                   |           |      |
| Wykres                          |                   |           |      |
|                                 |                   |           |      |

## Klasyfikacja po zakończeniu wyścigu

### Kierowcy
| P  | +/− | Kierowca               | Starty | Punkty | P1 | P2 | P3 | PP | NO | NS |
| -- | --- | ---------------------- | ------ | ------ | -- | -- | -- | -- | -- | -- |
| 1  | +1  | Lucas Di Grassi        | 2      | 43     | 1  | 1  | –  | –  | –  | –  |
| 2  | −1  | Sébastien Buemi        | 2      | 35     | 1  | –  | –  | 2  | 2  | –  |
| 3  | +4  | Sam Bird               | 2      | 24     | –  | 1  | –  | –  | –  | –  |
| 4  | −1  | Nick Heidfeld          | 2      | 17     | –  | –  | 1  | –  | –  | –  |
| 5  | +5  | Robin Frijns           | 2      | 16     | –  | –  | 1  | –  | –  | –  |
| 6  | +3  | Stéphane Sarrazin      | 2      | 14     | –  | –  | –  | –  | –  | –  |
| 7  | −3  | Loïc Duval             | 2      | 12     | –  | –  | –  | –  | –  | –  |
| 8  | +5  | Bruno Senna            | 2      | 10     | –  | –  | –  | –  | –  | –  |
| 9  | −4  | Jérôme d’Ambrosio      | 2      | 10     | –  | –  | –  | –  | –  | –  |
| 10 | −4  | Oliver Turvey          | 2      | 8      | –  | –  | –  | –  | –  | 1  |
| 11 | N   | António Félix da Costa | 2      | 8      | –  | –  | –  | –  | –  | 1  |
| 12 | −1  | Daniel Abt             | 2      | 6      | –  | –  | –  | –  | –  | –  |
| 13 | −5  | Nathanaël Berthon      | 2      | 4      | –  | –  | –  | –  | –  | –  |
| 14 | +1  | Nelson Piquet Jr.      | 2      | 4      | –  | –  | –  | –  | –  | –  |
| 15 | N   | Nicolas Prost          | 2      | 1      | –  | –  | –  | –  | –  | 1  |
| 16 | −2  | Jacques Villeneuve     | 2      | 0      | –  | –  | –  | –  | –  | –  |
| 17 | −5  | Jean-Éric Vergne       | 1      | 0      | –  | –  | –  | –  | –  | –  |
| 18 | N   | Simona de Silvestro    | 2      | 0      | –  | –  | –  | –  | –  | 1  |
| P  | +/− | Kierowca               | Starty | Punkty | P1 | P2 | P3 | PP | NO | NS |

### Zespoły
| P | +/− | Konstruktor               | Starty | Punkty | P1 | P2 | P3 | PP | NO | NS |
| - | --- | ------------------------- | ------ | ------ | -- | -- | -- | -- | -- | -- |
| 1 | +2  | ABT Schaeffler Audi Sport | 4      | 49     | 1  | 1  | –  | –  | –  | –  |
| 2 | −1  | Renault e.Dams            | 4      | 36     | 1  | –  | –  | 2  | 2  | 1  |
| 3 | +1  | Mahindra Racing           | 4      | 27     | –  | –  | 1  | –  | –  | –  |
| 4 | +2  | DS Virgin Racing          | 3      | 24     | –  | 1  | –  | –  | –  | –  |
| 5 | −3  | Dragon Racing             | 4      | 22     | –  | –  | –  | –  | –  | –  |
| 6 | +3  | Amlin Andretti            | 4      | 16     | –  | –  | 1  | –  | –  | 1  |
| 7 | +1  | Venturi                   | 4      | 14     | –  | –  | –  | –  | –  | –  |
| 8 | −3  | NEXTEV TCR                | 4      | 12     | –  | –  | –  | –  | –  | 1  |
| 9 | −2  | Team Aguri                | 4      | 12     | –  | –  | –  | –  | –  | 1  |
| P | +/− | Kierowca                  | Starty | Punkty | P1 | P2 | P3 | PP | NO | NS |